# Pronominale Anredeform
Als pronominale Anrede bezeichnet man die Anrede von Personen mit einem Pronomen, z. B. du, ihr, Sie. Die Wahl des jeweils angemessenen Pronomens wird durch gesellschaftliche Normen bestimmt, die dem stetigen Wandel von Gesellschaft und Sprache ausgesetzt sind. In vielen Sprachen wird  die zweite oder dritte Person Singular oder Plural des Personalpronomens bei der direkten Anrede eingesetzt, teilweise ein Possessivpronomen, oder es wird eine pronomenfreie Konstruktion gewählt. Die pronominale Anredeform unterscheidet sich je nach Land und Volk, nach Sprache und Gesellschaftsgruppe, nach dem Verhältnis des Ansprechenden zum Angesprochenen und nach der jeweiligen Situation.

## Deutscher Sprachraum

### Geschichtliche Entwicklung

#### Mittelalter (800 bis 1500)
Für die Zeit vor dem 9. Jahrhundert hat man mangels geeigneter deutschsprachiger schriftlicher Zeugnisse keine verwertbare Information. Das wohl früheste Zeugnis für die Verwendung der Anredeform „Ihr“ anstelle von „du“ ist eine Textstelle aus dem Jahr 865 bei Otfrid von Weißenburg, der diese Form gegenüber dem Bischof von Konstanz verwendet. In Analogie zu anderen alten Sprachen kann man vermuten, dass in früheren Zeiten nur die direkte Anrede mittels der 2. Person Singular benutzt wurde, je nach Gegebenheiten ergänzt durch ehrbezeugende Ergänzungen. Der Übergang zur 2. Person Plural gegenüber fürstlichen und andere hohen Würdenträgern entwickelte sich wohl in der Spätantike, vielleicht angeregt durch den Usus spätrömischer Kaiser, die den Pluralis Majestatis für ihre Verkundbarungen nutzten und in der Folge auch so angesprochen wurden, da es in der römischen Tetrarchie seit dem Jahr 293 tatsächlich je einen Senior- und einen Juniorkaiser für beide Reichshälften gab. Die Päpste – wohl seit Gregor I. – übernahmen diese Anredeweise. In der Soziolinguistik wird die Unterscheidung zwischen dem „Solidaritätspronomen“, das sich in vielen europäischen Sprachen aus dem lateinischen tu (2. Person Singular) ableitet, und dem „Machtpronomen“, das der Pluralform vos entstammt, als T-V distinction bezeichnet. Im germanischen Sprachbereich setzt diese Unterscheidung etwa im 11. Jahrhundert ein.
Ehrende Attribute, die der „du“- oder „Ihr“-Anrede im Deutschen beigefügt wurden, entstanden etwa in der Form „Mein Herr“ oder in ähnlichen Ehr- oder Unterwürfigkeitsbezeugungen. Auch der mittelalterliche Adel sprach sich untereinander wohl zunehmend mit „Ihr“ an. Das gemeine Volk wurde hingegen von Adeligen und vom Klerus geduzt. Innerhalb der einfachen Land- und auch Stadtbevölkerung wurde wohl bis etwa zum Ende des Mittelalters generell jeder Einheimische oder Fremde geduzt, der keine besondere Stellung innehatte oder nicht als Besonderer erkannt wurde. Auf dem Lande und speziell in Berggebieten hielt es sich noch wesentlich länger und es findet sich in Resten noch heute, so in gewissen alpinen Regionen.
Mehr oder weniger authentische Kurzreden aus dem höfischen Umfeld des Hochmittelalters können wir Wolfram von Eschenbachs Parzival-Epos entnehmen. Zwar spielt die Geschichte inhaltlich in Britannien um 500 n. Chr., aber der mittelhochdeutsch schreibende Autor hat in seinem um 1200 entstandenen Epos wohl die damals üblichen Anredeweisen eingesetzt. So erkennt man beim Lesen, dass sich Ritter untereinander mit Ihr ansprachen. Die Anrede des Königs zum Knappen Gâwân im folgenden Dreizeiler ist aber erwartungsgemäß in der „du“-Form, die Anrede des Knappen an den König wieder in der „Ihr“-Form, ergänzt durch ein ehrerbietendes „Herr“. Die Zeilen stammen aus Buch XIII, Abschnitt 650, Zeile 19–21:
Hin zem knappen sprach er dô‚

nu sage mir, ist Gâwân vrô?‘

‚jâ, hêrre, ob ir wellet‘ …
(Hin zum Knappen sprach er da

nun sage mir, geht’s Gâwân gut?

ja Herr, so Ihr wollet …)

#### Neuzeit (1500 bis 1800)
Wohl etwa ab der frühen Neuzeit kamen die vom Hofstaat gepflegten Umgangsformen mit der Höflichkeitsform Ihr im Stadtbürgertum und gegenüber Respektpersonen auf. Kaufleute, Adlige und Geistliche ihrzten sich untereinander, auch Ehemänner wurden von den Frauen geihrzt, die Kinder, sobald sie einen bestimmten Status erreicht hatten. Niederrangige, etwa Kinder, Knechte und Untergebene, aber auch Ehefrauen und Juden, wurden geduzt.
Die ab dem Spätmittelalter übliche indirekte Anrede für Herrscher und Herren (Der Herr hat) verselbstständigte sich im frühen 17. Jahrhundert durch Ellipse des der Herr zu einer eigenständigen Anredeform als Ehrbezeugung, das Erzen. Im Roman Insel Felsenburg wird der Herr über die Insel geerzt und antwortet mit „Ihr“.

„Ehrwürdiger Alt-Vater! Ich komme zu ihm als einem Manne, den der Himmel durch seine besondere Fügung vor andern Menschen in einen bewunderens würdigen Stand gesetzt, [...] will aber bey dieser ersten Zusammenkunfft weiter nichts melden, als, daß ich ehe mein Leben [...] verliehren, als des löblichen ewigen Nachruhms entübriget seyn wolte, ein getreuester Knecht und Freund von ihm und allen dessen Angehörigen zu seyn.
Mein Herr und Freund! ich lobe den Allerhöchsten, daß er euch nach einer bey nahe dreyjährigen, und ohnfehlbar mit vielen Gefährlichkeiten verknüpfften Reise, gesund zu uns geführet hat.“

Auch Gleichrangige sprachen sich mitunter als Zeichen der Hochachtung in der dritten Person an:

„Jungfer Mariegen, wie so allein? Suchet sie Johannisbeeren?
Wie er sieht.
Soll ihr niemand helffen?“

Für einen Briefwechsel zwischen Vater und Sohn wurde 1730 folgende Formulierungen empfohlen:

„Sehr geehrter Herr Vatter,
Wann dieses gegenwärtige Schreiben denselben bei gutem Wohlstand findet, so erfreuet mich das höchlich...
Geliebter Sohn,
Dein Schreiben habe ich zurecht erhalten, und mich über deine gute Gesundheit und glücklichen Wohlstand merklich erfreuet...“

Das Ihr wurde dadurch zur mittleren Stufe der Höflichkeitsform zwischen Du und Er. Ab dem Ende des 17. Jahrhunderts entwickelte sich durch das Setzen der dritten Person in den Plural (Euer Majestät haben statt Euer Majestät hat) und der Ellipse des Euer Gnaden das heute noch verwendete Siezen, zunächst nur für Herrscher.
Dieses komplexe System der Anrede, das für Briefe und den Kanzleistil bestimmend war, wurde in der mündlichen Rede nur von der Oberschicht (Adel, Klerus und Bürgertum) praktiziert, Bauern und Handwerker verblieben in der mittelalterlichen Du-/Ihr-Dichotomie. Aber auch erstere wechselten die Höflichkeitsstufe nach Kontext, in der Literatur markiert ein solcher Wechsel, vor allem von Er/Sie nach Ihr oder (etwa bei Verheirateten) Du, häufig Verärgerung oder Erregung.
Als allgemeine Anrede setzte sich ab etwa 1730 das Siezen durch. Nachdem die Aufklärung auch allmählich breite Bevölkerungsschichten tangiert hatte, wurden ab der zweiten Hälfte des 18. Jahrhunderts in vornehmerer (und zugleich meist gebildeterer) Umgebung auch sozial niedriger Gestellte, z. B. Bedienstete und Handwerker, gemeinhin mit Ihr angesprochen. Das Erzen wurde zur Anrede für vertraute Untergebene und Handwerksmeister. Aber auch Höhergestellten redeten Niedergestellte mit Er statt mit Sie an.
Für die vornehme und amtliche Anrede im schriftlichen Verkehr gab es bestimmte Floskeln, die standardisiert waren, ähnlich dem heutigen „Sehr geehrte Damen und Herren“. So schrieb Friedrich Schiller 1794 als ein bereits bekannter Dichter und Professor für Philosophie aus Jena an den (ranghöheren) Johann Wolfgang von Goethe:
- „Hochwohlgeborner Herr, Hochzuverehrender Herr Geheimer Rath!“ und schloss mit den Worten „Euer Hochwohlgeboren, gehorsamster Diener und aufrichtigster Verehrer, Jena 13. Juni 1794, F. Schiller“,

während der Geheime Rat Goethe einige Tage später aus Weimar seinen Antwortbrief begann mit:
- „Ew. Wohlgeboren“ und ihn enden ließ mit „Weimar 24. Juni 1794, Goethe“

Das über mehrere Jahrhunderte in Anreden übliche „Ew.“ ist zu lesen als „Euer“ und ist die Abkürzung des frühneuhochdeutschen Wortes „ewer“, welches sich wiederum vom mittelhochdeutschen „uiwer“ herleitet. Neben den formalistisch anmutenden Anreden und Ausdrucksweisen fällt auch auf, dass in den beiden Anreden kein Name genannt wird und in der Antwort Goethes auch nicht einmal das Wort „Herr“ vorkommt. Während die Anrede über „Ew.“ in der 2. Person Plural verfasst ist, ist die pronominale Anrede im Brieftext selber in beiden Fällen in der 3. Person Plural verfasst. Somit wurden in diesem Briefwechsel zweier angesehener Herren Ende des 18. Jahrhunderts zwei verschiedene Anredeformen, das Ihrzen und das Siezen, gemischt.
Ende des 18. Jahrhunderts wurde Ihr und Er fast vollständig durch das Sie verdrängt, in der dritten Person Singular wurden nun nur noch die geringsten Bediensteten angesprochen, in der zweiten Person Singular selten noch gute Bekannte. Nur in einigen ländlichen Gebieten wurden bis zum Ende des 19. Jahrhunderts Fremde noch geihrzt, untereinander wurde geduzt.

#### Moderne Zeit (1800 bis um 2000)

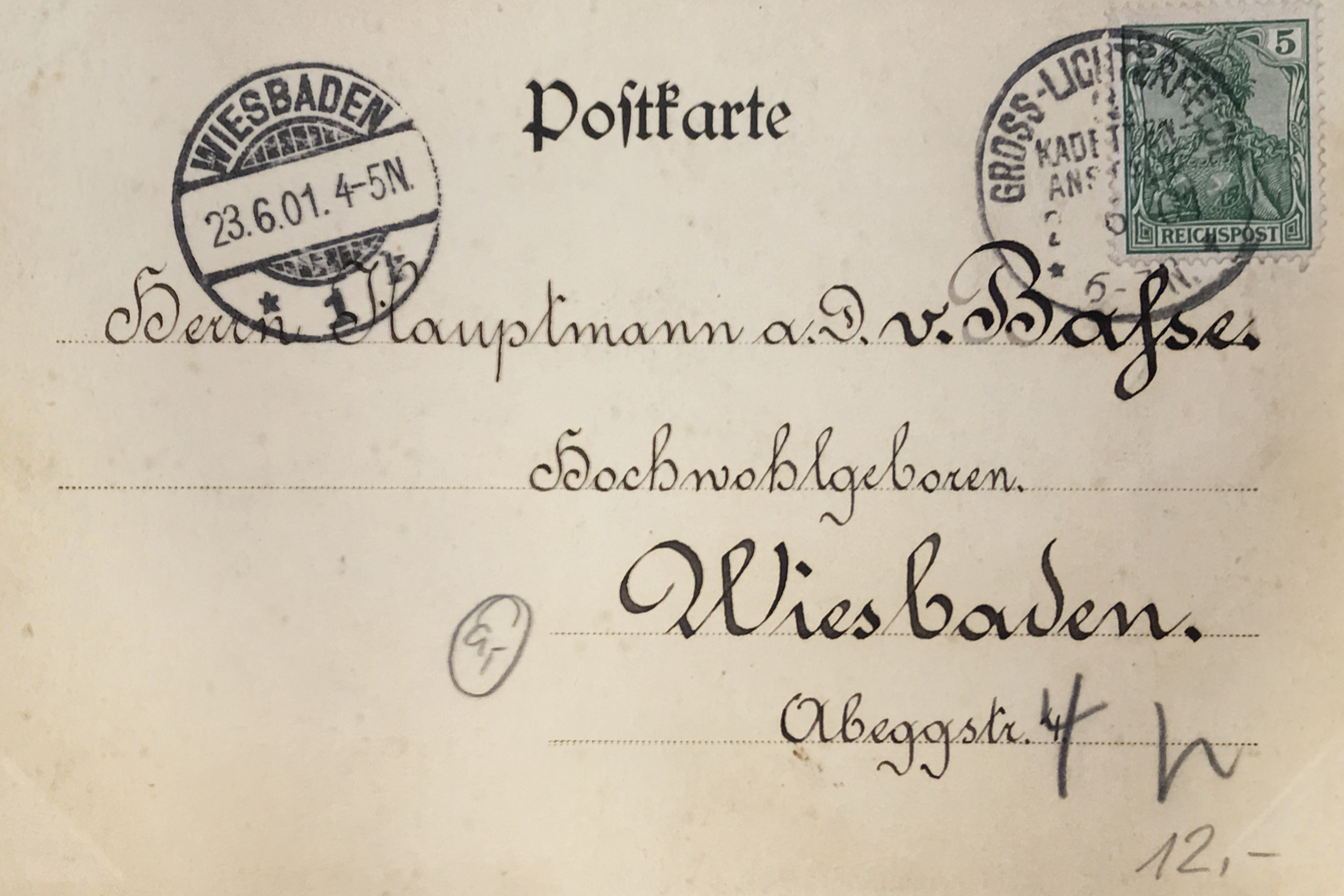
Postkarte von 1901

Beim Übergang der ständischen Gesellschaft in eine bürgerliche um 1800 wurden das Siezen und die Anrede Herr, Frau und Fräulein für alle Bürger üblich, die hiermit in gewissem Sinne ständische Gepflogenheiten nachahmten, jedoch verblieb auf dem Land vielerorts das Ihrzen oder gar Duzen, teilweise bis in die heutige Zeit. Das Ihrzen der eigenen Eltern beobachtete man noch bis Anfang des 20. Jahrhunderts, gegenüber entfernteren Verwandten teilweise noch länger.
Der insgesamt aber doch breite Übergang vom Ihr zum Sie signalisierte das Bestreben nach einer gewissen Angleichung an die Etikette der Adligen, vielleicht teilweise auch eine Abgrenzung der Stadt- zur Landbevölkerung, wo diese Prozesse deutlich zeitverzögert Einzug hielten. Dass sich das Siezen aber doch aus der städtischen Gesellschaft auf das gesamte Land ausbreitete, hing wohl mit der zentral von den Städten ausgehenden Verwaltung zusammen, in der zweiten Hälfte des 20. Jahrhunderts dann auch mit der starken Besiedlung ländlicher Gebiete durch aus der Stadt ins Umland ziehende Bewohner.
Unter Studenten galt noch länger das „Duzcomment“ (Du-Comment), d. h. die Übereinkunft, dass sich alle duzten. Dieser Usus ging in Deutschland während des 19. Jahrhunderts stark zurück und fand sich Anfang des 20. Jahrhunderts nur noch in Resten, so an der Universität Dorpat (heute Tartu, Estland). Innerhalb einer Studentenverbindung hielten die Mitglieder zwar den lebenslang geltenden Duz-Comment weiterhin untereinander ein, hatten aber nach außen hin (auch zu Mitgliedern anderer Verbindungen) das Siezen zu verwenden. In der Schweiz blieb das Duzen unter allen Studenten stets weitgehend erhalten. Ungefähr ab 1970 (je nach Universität etwas unterschiedlich) ist es jedoch auch in Deutschland (zunächst Westdeutschland) wieder unter allen Studenten üblich geworden, einander direkt zu duzen.
Bei Mitgliedern sozialdemokratischer, sozialistischer und kommunistischer Parteien ist das Duzen üblich, wenngleich gegenüber ehrwürdigen älteren Amtsträgern von Jüngeren oft doch nicht spontan überall angewandt. Ehemals verbannten sie nicht nur das Siezen, sondern ersetzten auch die für sie feudalherrschaftlich klingenden Titel Herr, Frau und Fräulein durch die Anrede Genosse und Genossin. Sekundär wurden dann aber zur Re-Etablierung von auch in der Anrede erkennbaren Hierarchien Funktionstitel angefügt: Genosse General, Genosse Generalsekretär, Genossen Minister usw.
In der Zeit des Nationalsozialismus und auch in der Zeit davor und danach war das allgemeine Siezen, außer auf dem Lande, die übliche Anredeform sowohl innerhalb der Regierung als auch in der Gesellschaft. Auch junge Menschen getrennten Geschlechtes sprachen sich mündlich oder brieflich in der Kennenlernphase oft längere Zeit mit Sie an, z. B. in der Form „Darf ich mit Ihnen am Sonntag ausgehen, (Fräulein) Martha?“. Eine mögliche kurze briefliche Antwort konnte gelautet haben „Werter Friedrich, leider ist es mir nicht möglich, mich mit Ihnen zu treffen …“. In gehobener Gesellschaft wurde sowohl in Deutschland als auch in der Schweiz das Hauspersonal öfters mit dem Hamburger Sie (Anrede mit „Sie“ und dem Vornamen) angesprochen. Über die Kinder des herrschaftlichen Hausherrn hatten die Bediensteten teilweise in der Form „der junge Herr“ bzw. „das Fräulein“ zu sprechen, konnten die Kinder selber aber duzen, solange sie jung waren. Allerdings gab es verschiedene Varianten von Gepflogenheiten.
Im gesamten 20. Jahrhundert war im deutschen Sprachraum eine Grundregel, dass in erster Linie Familienangehörige, Verwandte und enge Freunde (sogenannte Duzfreunde) geduzt werden. Fremde Erwachsene wurden grundsätzlich ab etwa 16–17 Jahren gesiezt, also deutlich vor Erreichen der gesetzlichen Volljährigkeit, die in Österreich und in der BRD bis 1973 bzw. 1975 bei 21 Jahren lag, in der Schweiz damals bei 20 und in der DDR bei 18 Jahren. In manchen städtischen Familien war der Kreis der geduzten nicht-verwandten Personen sehr klein und beschränkte sich auf Jugendfreundschaften. Lehrer gingen gegenüber ihren Schülern ab der Schul-Oberstufe zum Siezen über, häufig in der Form des Hamburger Sie. Mancherorts ist ab den letzten Jahrzehnten des 20. Jahrhunderts sowohl zwischen Lehrern und Schülern als auch zwischen Dozenten und Studenten das wechselseitige Duzen üblich geworden. Beim Sport war es im Prinzip Usus, sich gegenseitig nach kurzer Zeit oder sofort zu duzen, doch haben sich auch hier, wie in anderen gesellschaftlichen Schichten, die Gewohnheiten regional und bei verschiedenen Altersgruppen unterschiedlich schnell entwickelt. Generell war im 20. Jahrhundert das Duzen in alpenländischen Regionen üblicher als im übrigen deutschsprachigen Raum.
Im Deutschen wurde das Duzen ab den 1968er-Bewegungen vorübergehend stark propagiert, da hierüber auch soziale Hierarchien flacher gestaltet werden sollten. Es gab in der Zeit danach (1980er bis 1990er Jahre) aber auch gegenläufige Bewegungen oder zumindest einen Stillstand. Bei der aus Skandinavien stammenden Firma Ikea, die in Deutschland ab 2004 in Werbetexten und auch unter der Belegschaft, vielfach aber nicht im wechselseitigen mündlichen Kundenkontakt, zum Du übergegangen ist, gab es bereits Ende der 1970er Jahre in der Schweiz einen Willkommenstext am Eingang des Hauptgeschäfts, der sinngemäß lautete „Wenn Sie uns duzen, duzen wir Sie auch, wenn Sie uns siezen, siezen wir Sie auch.“ Zu einer grundsätzlichen Veränderung in den Anredegepflogenheiten zwischen Kunden und Verkaufspersonal, die der Du-Reform im Heimatland der Firma entsprochen hätte, kam es damals aber nicht.

### Anrede mitdu

#### Gegenwärtige Ausbreitung des Duzens

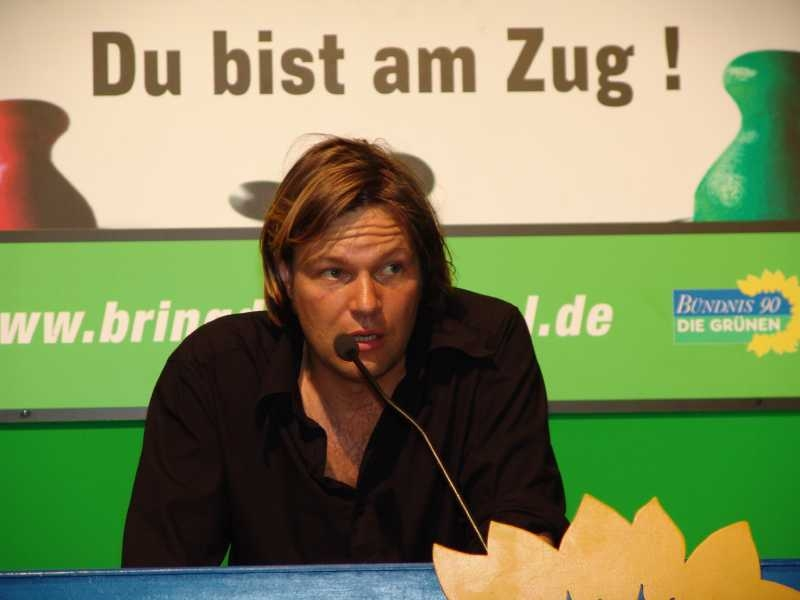
Slogan „Du bist am Zug !“ (mit Plenk) der Grünen mit Robert Habeck (2006)

Die Anrede in der zweiten Person Singular des Personal- und Possessivpronomens (du, dich, dein usw.), umgangssprachlich Duzen genannt, ist die grammatikalisch direkte und einfachste Form der Anrede, die allen indogermanischen Sprachen zugrunde liegt. Duzen kann Nähe und Vertrautheit bedeuten und wird heute in der Kommunikation unter Freunden, Familienangehörigen und (asymmetrisch) gegenüber Kindern und Jugendlichen angewendet. Je nach Situation und Institution wird auch akzeptiert, dass der „Höhere“ den „Niederen“ duzt und der „Niedere“ den „Höheren“ dennoch siezt. Derartige asymmetrische Anreden sind vielfach durchaus im Konsens mit dem Geduzten, der gleichsam den Alters- oder Rangunterschied für diese Asymmetrie akzeptiert oder manchmal auch wünscht. Lehrer gingen früher fast generell gegenüber ihren Schülern ab der Schul-Oberstufe zum Hamburger Sie über; im Konsens mit den Schülern oder gar auf deren Wunsch verbleiben sie oft auch beim asymmetrischen Duzen, das teilweise aber auch wechselseitig geführt wird, gemäß Umfragen allerdings häufiger in den Alten als in den Neuen Bundesländern. Generell ist Duzen und Vornamensnennung in der Schweiz und in Österreich weiter verbreitet als in Deutschland, ferner in den Alten Bundesländern bislang verbreiteter als in den Neuen Bundesländern, wo es als SED-konformes „Genossen-Du“ teilweise einen historisch bedingten „Beigeschmack“ hat.
Unter der eingesessenen Landbevölkerung ist Duzen, manchmal auch gegenüber Fremden und teilweise sogar durchgehend bis in die heutige Zeit üblich, insbesondere, wo man sich in unverfälschtem Dialekt anredet. In Städten und in Neubaugebieten ist aber Duzen inzwischen auch in weiten Teilen des Freizeitbereichs, insbesondere bei sportlichen Aktivitäten, verbreitet. Im Golfclub oder auf traditionellen Betriebsfeiern wird manchmal ein Tages-Du vereinbart, bei dem die vertrauliche Anrede gleichsam ab dem nächsten Arbeitstag wieder nicht mehr angewendet wird, ein Usus und eine Einschränkung, die wohl derzeit abnimmt. In größeren Betrieben, wo sich auch der Betriebs- oder Firmenleiter duzen lässt, erfolgt die Anrede im öffentlichen Raum oder bei Formalien (z. B. Betriebsversammlung) aber unter Umständen stillschweigend wechselseitig in der Sie-Form.
Öffentlich unter Beobachtung steht die Verwendung oder Nichtverwendung des Duzens bei Parlamentariern und Regierungsmitgliedern von Bund und Ländern bzw. Kantonen, wenn sie im Fernsehen auftreten. Während sich Mitglieder einer Regierung in der Schweiz und wohl auch Österreich häufig bis weitgehend duzen und damit auch die Kollegialität demonstrieren, ist dies in Deutschland überwiegend nur innerhalb Parteien (oder enger Parteiverbünde), und auch dort nicht durchgehend, zu beobachten bzw. es wird nur im nicht-öffentlichen Raum (gleichsam heimlich) gepflegt. Einen offensiven Weg gehen im zweiten Jahrzehnt des 21. Jahrhunderts auch im deutschen Sprachraum erkennbar viele Konzerne und andere große Institutionen, in denen die Mitglieder der Führungsriege wechselseitig in Statements oder Vorträgen mit dem Vornamen bezeichnet werden, analog den heutigen angelsächsischen Gepflogenheiten, wodurch Geschlossenheit, Harmonie und Corporate Identity nach innen und außen gestärkt werden sollen.
Eine erste Welle der Ausbreitung des Duzens und Zurückdrängen des Siezens in Deutschland erfolgte um 1970 und in den Jahren danach. Eines der auffälligsten Merkmale war der Übergang zum allgemeinen Duzen unter allen Studenten, das zuvor in Deutschland nicht üblich war. In den 1980er Jahren beobachtete man bei mehreren empirischen Untersuchungen eine Art Stillstand in der öffentlichen und universitären Ausbreitung des Duzens, teilweise auch eine leichte Gegenbewegung. Eine neuerliche Ausbreitung startete ungefähr ab der Jahrtausendwende und erreichte im zweiten Jahrzehnt des Jahrtausends auch Betriebsbelegschaften und Institutionen. Auch Aufrufe, Reklametexte oder Anleitungen wenden sich (wieder) vermehrt in „du“-Form an erwachsene Verbraucher, wobei dies auch als Mittel zur Steigerung der Aufmerksamkeit dienen kann und in dieser Funktion auch schon in der ersten Hälfte des 20. Jahrhunderts punktuell eingesetzt worden ist. An der Universität duzen sich seit ungefähr der Jahrtausendwende auch in Deutschland vermehrt Professoren untereinander (in der Schweiz generell schon länger). Aber auch Duzen zwischen den Lehrenden und den ihnen direkt anvertrauten Studenten (etwa ab Bachelor- oder Masterarbeit) nahm zu, wenngleich regional und vor allem zwischen den verschiedenen Fachgebieten recht unterschiedlich ausgeprägt. Das Duzen mit Vornamennennung erfolgt heutzutage vielfach spontan und teilweise in Anlehnung an angelsächsische Normen, wo allerdings historisch-grammatikalisch eine Kombination von Vornamennennung und einer tradierten Höflichkeitsform, des you (sprachgeschichtlich aus euch entstanden) vorliegt. Ein zunehmender universitärer Vornamengebrauch erfolgt weniger forsch als teilweise in den 1970er Jahren und wird teilweise über das Hamburger Sie eingeleitet. Auch eine partielle Asymmetrie kann auftreten: Dass der Dozent die Studenten duzt und mit dem Vornamen anredet, während letztere ihn siezen und mit dem Nachnamen anreden, kann vorkommen und ist dann oft von den Studenten akzeptiert oder gewünscht.
Allein das Duzen bei mündlichen Prüfungen gegenüber solchen studentischen Kandidaten, die man auch im übrigen Lehrbetrieb duzt, war in manchen deutschen Bundesländern im 20. Jahrhundert zumindest offiziell nicht zulässig, da eine solche Situation aus Juristensicht als Besorgnis zur Befangenheit interpretiert werden konnte. In der deutschsprachigen Schweiz, wo auch schriftliche Klausuren an Universitäten häufiger in der Du-Form formuliert werden, gab es diese Besorgnis nicht. Heute ist das Duzen der Kandidaten oder zumindest deren Anrede mit dem Vornamen auch etwa in Disputationen (Doktorprüfungen) in vielen Fächern an bundesdeutschen Universitäten Usus, sofern dieselben Personen sich auch außerhalb dieses akademischen Rahmens duzen.
Sowohl innerhalb der Geschichte des bundesdeutschen Sprachgebiets als auch im internationalen Vergleich singulär ist die stark zunehmende und alle gesellschaftlichen Schichten betreffende Verdrängung der Höflichkeitsform durch das ›Du‹, die inzwischen auch Kreditinstitute, Konzerne und den öffentlich-rechtlichen Rundfunk erfasst hat. Sie korrespondiert unter anderem der Ausbreitung des ›Hallo‹, das eigentlich ein bloßer Zuruf und kein Gruß, geschweige denn eine Anrede ist, aber mitunter selbst im formellen Schriftverkehr begegnet. Im Gegensatz etwa zur sogenannten geschlechtergerechten Sprache sind diese Entwicklungen nicht Gegenstand einer öffentlichen Debatte. Spontanes und unerwartetes Duzen kann je nach Situation und Gesprächsinhalt vom Adressaten als Takt- und Distanzlosigkeit, als Belästigung und Beleidigung oder als Aggressivität aufgefasst werden. Zwar gibt es regionale Unterschiede, doch ist es mittlerweile verbreitet, dass sich jüngere Personen bis etwa 30 Jahren gegenseitig in vielen Situationen duzen. In Diskussionsforen wird seit etwa 2010 auch zuweilen berichtet, dass man auf der Straße, in Cafés oder in „Klamottenläden“ öfters geduzt werde, was wenige Jahre zuvor noch weitgehend unüblich gewesen sei. Auch im Fernbus oder beim Friseur und im Kosmetiksalon wird vermehrt geduzt. Manchmal kann die Richtung eines zunächst asymmetrisch eröffneten Duzens sogar umgekehrt zur bisherigen Lebenserfahrung erfolgen, indem selbst junge Personen ältere Gäste z. B. in informell geführten Restaurantbetrieben duzen. Ob sich diese Tendenz fortsetzt und sich die Zunahme des Duzens und der Vornamen-Adressierung und dadurch auch ohne die Honorifica ‚Herr‘ und ‚Frau‘ der Situation in skandinavischen und angelsächsischen Ländern angleicht oder ob es bald wieder einen Stillstand oder gar Gegenbewegungen gibt, lässt sich nicht abschätzen, da in historischen Sprachwandelprozessen beide Arten von Tendenzen aufgetreten sind.

#### Regionale und kulturelle Besonderheiten
In den deutschsprachigen Teilen der Schweiz wird bei Freizeitaktivitäten, in Vereinen und vielfach auch unter Nachbarn häufig bei der ersten Begegnung ohne vorherige Vereinbarung spontan geduzt. Mittlerweile werden auch in vielen Schweizer Unternehmen alle, gegebenenfalls mit Ausnahme der obersten Vorgesetzten, geduzt.
Beim Schweizer Militär ist allgemeines Duzen ebenfalls verbreitet bis üblich. Dies soll den Korpsgeist fördern und den Grundgedanken der Milizarmee als Volksheer unterstreichen. Allerdings werden die militärischen Formalien, insbesondere beim An- und Abmelden, eingehalten. In den Schweizer Alpen gibt es länger die Tradition, dass in Seilschaften und generell ab einer Höhe von 3000 Metern Förmlichkeiten sowohl beim Militär als auch unter Zivilpersonen wegfallen und man zum Du übergeht. Ein entsprechender Usus soll in Österreich schon ab 1000 oder 2000 m gelten.
Beim österreichischen Bundesheer kommt es mittlerweile öfter vor, dass Chargen und Unteroffiziere nach Ende der Grundausbildung den Grundwehrdienern das Du anbieten und im täglichen Dienstbetrieb dann, je nach Situation in einem bestimmten Ausmaß, eher kumpelhafte Umgangsformen vorherrschen. Es ist im Bundesheer verboten, dass Vorgesetzte die Untergebenen ohne deren Zustimmung einseitig duzen.
Eine auffällige Verwendung des Duzens kann man in manchen Feriengebieten finden, wo ein Tourismus-Du gezielt gegenüber Gästen eingesetzt wird. Bekannt ist es vom Zillertal im Tirol und von Bad Aussee in der Steiermark, doch kommt es auch in anderen alpinen Regionen vor. Dieses Du soll aus Sicht der Anwender als besonders wertschätzende Anrede interpretiert werden, das ein Gefühl der Zusammengehörigkeit vermitteln soll. Innerhalb mancher Ferienclubs sowie gesellschaftlichen oder sportlichen Gruppierungen, z. B. Ski- oder Tauchschulen, ist Duzen ohnehin zwischen allen Beteiligten üblich.
Unsicherheiten im Umgang mit der korrekten pronominalen Anrede im Deutschen entstehen unter anderem dort, wo ein unmittelbarer Kontakt und Austausch zu Nachbarsprachen auftritt. Vor den starken fremdsprachlichen Immigrationswellen in den deutschen Sprachraum ab den 1960er Jahren waren die Kontaktsprachen vor allem die Grenzregionen zum Französischen (in der Schweiz und in Luxemburg), zum Italienischen und Rätoromanischen (in der Schweiz), zum Flämischen (in den deutschen Sprachregionen Belgiens), zum Friesischen (v. a. in Teilen Schleswig-Holsteins), zum Westslawischen (Sorbischen) in der Lausitz und zum Südslawischen und Ungarischen in Randgebieten Österreichs. Im Bereich des Niederrheins besteht im Kleverländischen (Nordniederfränkischen) sogar ein Dialektkontinuum zwischen deutschen und niederländischen Idiomen. Viele Sprecher dieser Nachbarsprachen oder Minderheitensprachen sind zwar zweisprachig aufgewachsen (z. B. alle friesisch und rätoromanisch sprechenden Bewohner), doch herrschen naturgemäß dennoch öfters Unsicherheiten in der Wahl der richtigen Anrede. Die jeweils über die andere Sprache mitgebrachten Gewohnheiten sind oft schwer abzulegen oder anzupassen. Französischsprachige Schweizer sind, ähnlich den Franzosen, eher etwas zurückhaltender im Duzen als Deutschschweizer. Rätoromanen kennen zwar einen Unterschied zwischen Duzen und Siezen, aber bei der Begrüßung wird dies traditionell nicht durch die Unterscheidung von Vor- oder Nachnamennennung vorgenommen, sondern durch die Form des mehr oder weniger formalen Grüßens: Allegra (sinngemäß für „guten Tag“) mit Vornamennennung bei eher ferner stehenden Personen, chau (etwa dem heutigen 'hallo' entsprechend, ausgesprochen tschau, aber nur für enge Bekannte verwendbar) mit Vornamennennung bei Nachbarn und Freunden. Nachnamennennung ist unüblich; selbst die Lehrer werden im Engadin von den Schülern mit Vornamen angesprochen: Bun di, duonna Ladina; Buna saira, sar Claudio („Guten Tag, Frau Ladina.“ „Guten Abend, Herr Claudio.“ [Ladina und Claudio sind Vornamen]).
Seit den 1960er Jahren bis 2016 sind rund 15 Millionen Menschen in das deutsche Sprachgebiet immigriert (Zahl abhängig von der Definition), die oft zweisprachig leben, häufig aber primär in ihrer angestammten Muttersprache und -kultur sprechen, denken, fühlen und handeln. Zusätzlich finden sich insbesondere in den Sommermonaten zahlreiche internationale Touristen im deutschen Sprachraum. Aufgrund des derzeitigen Wandels in den pronominalen Anredegepflogenheiten im deutschen Sprachraum ist es für Fremdsprachler besonders schwer, zu erkennen, ob in einer speziellen Situation eher Siezen oder Duzen angebracht ist, zumal die Praxis teilweise vom ehemals erlernten Gebrauch abweicht. Häufig sind gerade gebildete Fremdsprachler anfänglich zurückhaltend in der direkten Anwendung des Du, bis es ihnen angeboten wird oder sie den Usus in ihrem jeweiligen Umfeld verstehen, andererseits drücken sich Integrationsschwierigkeiten oder kulturelle Unterschiede auch in Form des allgemeinen Duzens, auch Fremden gegenüber, aus. Unsicherheiten rühren teilweise auch daher, dass es in verschiedenen Kulturen und Sprachen, so im Arabischen, üblich ist, Personen zwar generell in einer höflichen Form und vielfach auch mit einem Titel anzureden, jedoch allgemein den Vornamen zu verwenden.

#### Verwendung desDuin der Bedeutung vonman
Regional wird das Pronomen du im informellen mündlichen Umgang auch im Sinne von man verwendet, auch dann wenn der Sprecher (aus seiner Sicht) Hochsprache und damit die Standardsprache verwendet. Ein gesiezter Gesprächspartner, der mit der Verwendung des Du als Indefinitpronomen nicht vertraut ist, kann sich dabei auf einmal geduzt vorkommen, etwa im folgenden Satz eines Künstlers: „Sobald du auf der Bühne stehst, ist dein Lampenfieber verschwunden.“ Dieses im ganzen oberdeutschen Dialektraum auftretende Phänomen hat offensichtlich in vergangenen Jahrzehnten in der mündlichen Standardsprache zugenommen und mag unbewusst die Verwendung des englischen you für deutsch man nachahmen oder aber eine (bewusste oder unbewusste) Auflockerung des distanzierten Siezens intendieren. Ein beidseitig derartig indefinit verwendetes Du kann im Verlauf des Gesprächs auch zum bewussten wechselseitigen Duzen führen.

#### Übergänge zwischenSieundDu
Situativ tritt Duzen auch zwischen Personen auf, die einander nicht persönlich kennen, so bei aggressiven Verhaltensmustern („Pass doch auf!“), bei Gefahrendrohung („Halt dich fest!“) und innerhalb Freizeit- und Sub-Kulturen, ferner in zunehmend mehr Betrieben. Letzteres betraf ehemals vor allem Arbeiter untereinander sowie die Belegschaft von Betrieben mit intensivem Kontakt zum angelsächsischen Sprachraum, wie amerikanische Zweigstellen. Inzwischen gilt es aber auch etwa für Eisenbahnpersonal, das sich bei den Schweizerischen Bundesbahnen (SBB) anlässlich einer internen Umfrage 2014 mit großer Mehrheit für ein allgemeines Duzen ausgesprochen hat, da es Zusammenarbeit und Wir-Gefühl fördere, wobei aber kein Druck ausgeübt wird auf Personen, die sich dem Usus (noch) nicht anschließen möchten.
Während der Übergang vom Sie zum Du von Älteren früher und teilweise noch heute über ein ritualisiertes Brüderschaft trinken (in Österreich auch „Bruderschafttrinken“, in der Schweiz „Duzis machen“) ablief oder abläuft (kombiniert mit dem Trinken eines meist alkoholischen Getränks und mit weiteren Gesten), gehen Jüngere oder Belegschaften üblicherweise sofort zum Du über oder erklären knapp „Wir sagen ‚du‘ zueinander“ oder auch „Ich heiße …“. Spontan-Duzen beobachtet man auch in Kneipen, Bars und Restaurants (vor allem dort, wo viele jüngere Leute verkehren), bei Freizeitaktivitäten sowie je nach Situation gelegentlich auch auf Festen und auf der Straße. In Chat- und Kommentar-Foren, wo man den Echt-Namen, das Alter und die Stellung des Kommunikationspartners oft gar nicht kennt, ist das Duzen mehr oder weniger von Anfang an üblich und selbstverständlich gewesen, wobei es einige Ausnahmen gibt. Ansonsten ist im schriftlichen Internetverkehr (E-Mail, SMS, WhatsApp und in ähnlichen Instant-Messaging-Diensten) die gleiche Ausdrucksweise üblich wie in der sonstigen Kommunikation, zumal man sich dort, im Gegensatz zu Chat-Foren, auch meist persönlich kennt: Anreden entfallen vielfach, am seltensten noch in E-Mails, wo das Weglassen von Anrede und Grußformel im deutschen Sprachraum zumindest bislang als etwas salopp gilt.
Wenn im gesellschaftlichen Umfeld das Angebot bzw. die Aufforderung zum Duzen, unabhängig davon, ob ritualisiert oder durch einfache Erklärung, von einem Rangniederen oder einem Jüngeren ausgeht, wird dies von älteren oder traditioneller eingestellten Adressaten gelegentlich als unpassend empfunden; eine Beleidigung im rechtlichen Sinne ist es allerdings nicht. Auch eine Rückkehr zum Siezen, auf dem einer der beiden gegebenenfalls nach einiger Zeit besteht, gilt nicht als Beleidigung, wird aber häufig vom Gegenüber als Affront empfunden, wenn das Duzen nicht von vornherein als zeitlich und örtlich begrenzt bezeichnet wurde. Ein derartiges (heutzutage wohl eher in Deutschland als in Österreich und der Schweiz und eher unter Älteren als Jüngeren auftretendes) Zurückkehren zum Siezen soll eine nunmehr (wieder) gewünschte Distanz ausdrücken und eine Person fortan aus dem Kreis der Vertrauten ausgrenzen oder auch signalisieren, dass man keinen engeren Kontakt mehr pflegen möchte. Das Sie ist in diesem Falle kein Höflichkeits-Sie, sondern ein Distanz- oder Aversions-Sie. Einfordern lässt sich diese Rückkehr zum Siezen wohl allerdings kaum mit rechtlichen Mitteln, höchstens mit sozialen über gezielte Ausgrenzung.

#### Duzen im Gottesdienst
Im Deutschen werden in Gebet und Predigt Gott, Jesus, der Heilige Geist und alle Heiligen mit der 2. Person Singular angesprochen. Auch die Bibelausgaben sind entsprechend verfasst und folgen hiermit der in den Urtexten (hebräisch, aramäisch, griechisch) verwendeten grammatischen Form. In manchen anderen modernen Sprachen hat sich diesbezüglich ein Wandel vollzogen: Das traditionelle religiöse „thou“ des Englischen, das zwar im Standardenglischen faktisch verschwunden, aber in etlichen englischen Dialekten noch verbreitet ist, hat in modernen Bibelübersetzungen häufig (wenngleich nicht bei allen Konfessionsrichtungen) der 2. Person Plural („you“) weichen müssen. Allerdings wird dieses von Angelsachsen ähnlich einem ehrenden deutschen Du empfunden. Ein ähnlicher Prozess ist im Niederländischen schon vor längerer Zeit abgelaufen, indem das in dieser Sprache völlig verschwundene Du durch „U“ und das Dein durch „Uw“ („Euer“) ersetzt worden ist. Im Folgenden die englische und die niederländische Version der jeweils ersten drei Verse des Vaterunser in der heute üblichen 2. Person Plural:
Englisch gemäß der English Language Liturgical Consultation von 1988:

Our Father in heaven,

hallowed be your name,

your kingdom come.
Niederländisch:

Onze vader die in de hemel zijt,

Uw naam worde geheiligt,

Uw rijk kome.
Im praktischen Gottesdienst kann im deutschen Sprachraum spontanes Duzen wechselseitig auch gegenüber Fremden vorkommen, so in der katholischen Liturgie mit dem Banknachbarn. Asymmetrisches Duzen findet sich traditionell in der Ohrenbeichte, bei der ein Beichtvater auch ihm unbekannte Gläubige duzen kann. Auch bei Trauungen duzt der (evangelische oder katholische) Pfarrer häufig das Brautpaar mit „Willst du…?“ In beiden Fällen scheint das asymmetrische Duzen eher rückläufig zu sein. Gegenüber der Einführung eines allgemeinen Duzens zwischen Pfarrer und seinen Gemeindemitgliedern (gemäß der grammatischen Form, in der auch Jesus mit seinen Jüngern gesprochen hat) sind die Meinungen der Geistlichen unterschiedlich; es tritt wohl weiterhin eher selten auf. Im Religionsunterricht ist es ähnlich wie im Schulunterricht, d. h. der Pfarrer duzt üblicherweise z. B. die Konfirmanden, die in Deutschland bis 14, in der Schweiz bis 15 oder 16 Jahre alt sind; aber auch das wechselseitige Duzen kommt vor.

#### Duzen als Affront, Unhöflichkeit und Beleidigung
Eine nach traditionellen Normen falsche, d. h. gesellschaftlich nicht sanktionierte oder wechselseitig nicht einvernehmliche Verwendung des Du gegenüber einer erwachsenen Person kann vom Gegenüber akzeptiert werden, so etwa dann, wenn der oder die Angesprochene, obwohl erwachsen, deutlich jünger ist. Es kann auch als positiv gewertet werden, so insbesondere von jüngeren Leuten, die als Gegenüber oft ebenfalls sofort zum Du übergehen, oder aber auch von einer Person, die dies als Kompliment ihrer noch relativ jugendlichen Erscheinung interpretiert. Es kann aber auch als Unhöflichkeit und Affront gewertet und im Falle einer Anzeige des Angesprochenen rechtlich als Beleidigung gewertet werden. Dies kann, speziell in Deutschland, auch heute noch obrigkeitsrechtliche Strafmaßnahmen nach sich ziehen, insbesondere bei Anwendung gegenüber Amtspersonen. Medial bekannt geworden sind die Fälle einer Nürnberger Marktfrau (Gunda) im Jahre 1976 und eines Autofahrers im Bodenseegebiet im Jahre 1987, die Polizisten in der 2. Person Singular angesprochen haben und hierfür erhebliche Strafen erhalten haben. Der Hinweis auf das allgemeine Duzen im eigenen Dorf, gegenüber Gott in der Kirche sowie in zahlreichen Ländern der Erde half argumentativ nicht.
Allerdings führt es im 21. Jahrhundert wohl vor allem dann noch zu Konsequenzen, wenn andere Elemente unpassender Wortwahl hinzukommen, insbesondere beleidigende Kraftausdrücke. In der Praxis der Rechtsprechung wird dem gesellschaftlichen Wandel mit der Lockerung der Konventionen des 19. und 20. Jahrhunderts und einer gewissen Zügellosigkeit der Allgemeinsprache und auch den regional und soziologisch unterschiedlichen Gepflogenheiten Rechnung getragen. So hat 2006 das Hamburger Landgericht das Duzen eines Polizeibeamten durch den Musiker Dieter Bohlen nicht als Beleidigung eingestuft, da dieser „augenscheinlich ein gleiches Verhalten bei öffentlichen Auftritten an den Tag lege“; man könne daher in diesem Fall das Duzen von Polizisten „nur als Unhöflichkeit ohne ehrverletzenden Inhalt“ werten. Inzwischen scheinen, soweit Diskussionsforen und zufällige O-Ton-Medienberichte entsprechend interpretiert werden dürfen, je nach Situation auch Polizeiorgane, etwa Polizistinnen gegenüber hilfesuchenden jüngeren Passantinnen, gelegentlich die Du-Form zu verwenden.

#### Groß- und Kleinschreibung
Das Du und seine abgeleiteten Formen (dir, dich, dein usw.) dürfen nach der letzten Rechtschreibreform für die deutsche Sprache klein- oder großgeschrieben werden, wenn der Autor selbst den Leser persönlich anspricht, wie etwa in Briefen oder direkten Mitteilungen anderer Art. In allen anderen Textformen, beispielsweise Werbeplakaten, Erzählungen etc., ist nur die Kleinschreibung erlaubt.
- „Wo wirst Du Deinen Urlaub verbringen, um Dich zu erholen?“ Alternativschreibweise: „Wo wirst du deinen Urlaub verbringen, um dich zu erholen?“

### Anrede mitSie
Die Verwendung des aus der dritten Person Plural entlehnten Pronomens Sie ist die heutzutage weiterhin üblichste Form der Anrede gegenüber Fremden in der deutschen Standardsprache. Insbesondere im formalen Geschäftsbereich wird es auch von jüngeren Leuten wechselseitig gepflegt. Warum es im Deutschen zu dieser ungewöhnlichen und grammatikalisch „unpersönlich“ wirkenden Anredeform mittels der 3. Person Plural gekommen ist (die sich in schriftlicher Form zusätzlich durch Großschreibung abhebt), während die meisten anderen europäischen Sprachen die 2. Person Plural oder aber die 3. Person Singular als Höflichkeitsform und Anredeform gegenüber Fremden verwenden und teilweise auch keine Großschreibung verwenden, ist nicht schlüssig zu erklären. Es dürften komplexe gesellschaftliche Strömungen, Nachahmungen und Abgrenzungen eine wesentliche Rolle gespielt haben, die diese pronominal distanzierteste Anredeweise gegenüber Einzelpersonen im 18. und frühen 19. Jahrhundert in der mündlichen und schriftlichen Standardsprache herbeigeführt haben. Ursprünglich sollte das Sie wohl allerhöchste Höflichkeit und Respekt bekunden. Der bewusste Gebrauch als Distanz-Sie, der persönliche Distanz oder gar Abkehr und Desinteresse signalisieren soll, dürfte sekundär entstanden sein. Durch die Mehrfachfunktion ist die heutige praktische Verwendung komplex und auch inkonsistent und vielleicht einer der Gründe, warum Siezen derzeit tendenziell eher zurückgeht.
Grammatikalisch wird das Höflichkeits-/Distanz-Sie genau wie das sie der 3. Person Plural eingesetzt und dekliniert. Es wird auch in abgeleiteten Formen und auch nach der letzten Rechtschreibreform großgeschrieben. Hiermit soll weiterer Respekt gegenüber dem Angeschriebenen zum Ausdruck gebracht werden und zusätzlich wenigstens in der schriftlichen Form eine Unterscheidung zwischen Höflichkeits-Anrede und echten Pluralformen ermöglicht werden. Denn die heutige Anredeform hat bezüglich der Verständlichkeit zumindest zwei Nachteile, die beim Übergang von anderen Höflichkeitsformen gleichsam bewusst in Kauf genommen wurden: Ein erster Nachteil im Sinne einer verringerten Eindeutigkeit durch das Siezen ist, dass sich die Anrede zu einer oder zu mehreren Personen grammatikalisch nicht mehr unterscheiden lässt, so dass sich etwa das Folgende auf eine oder mehrere Angeredete einer Gruppe beziehen kann:
- „Wohin gehen Sie?“

Ein zweiter Nachteil ist, dass manche Sätze in der geschriebenen Form eindeutig, gesprochen aber missverständlich in der Aussage sind, was in der Praxis relativ oft vorkommt:
- „Ist heute ihr Geburtstag?“ (Frage an eine Mutter, ob heute der Geburtstag ihrer Tochter sei).

Ohne ergänzende Erläuterung oder Umschreibung versteht man den mündlich gesprochenen Satz eher als Frage, ob heute der Geburtstag der Mutter sei. Bei Verwendung der Ihr-Form als Höflichkeitsform träte nur das erste Missverständnis auf, bei Verwendung der Du-Form keines der beiden Missverständnisse.
Die Verwendung des Sie korrespondiert bei der Begrüßung im Deutschen traditionell mit der Verwendung des Nachnamens für die entsprechende Person, gegenüber jüngeren Erwachsenen allerdings auch öfters mit der Verwendung des Vornamens (Hamburger Sie). Eine Kombination von Höflichkeitsform und Vornamen ist in etlichen anderen Sprachen verbreiteter als im Deutschen.

### Anrede mitihr
Gegenüber Gruppen
Das Ihr ist die normale Form der Anrede von Personengruppen in der 2. Person Plural. Es wird immer dann verwendet, wenn man Gruppen anspricht, deren einzelne Mitglieder man ansonsten duzen würde. Bei der Ansprache vor einer Gruppe wird im korrekten Standarddeutschen auch dann gesiezt, wenn man einen Teil oder gar fast alle in der Gruppe üblicherweise duzt. Konstruktionen wie „Ihr und Sie“ klingen übertrieben formell bis umständlich. Speziell in Teilen des Oberdeutschen (z. B. in der Schweiz) überwiegt in diesem Falle die „ihr“-Form in der Anrede auch im Hochdeutschen.
- „Ihr seid zu spät.“ „Ich habe euch nicht gesehen.“ „Bringt bitte eure Taschen mit.“

Gegenüber Einzelpersonen
Das Ihr gegenüber einzelnen Personen (Ihrzen) ist standarddeutsch eine veraltete Form der Anrede. Auf dialektaler Ebene kommt sie heute noch in ein paar Regionen vor. Das Ihr gegenüber Einzelpersonen wird grammatikalisch wie das Ihr gegenüber Gruppen verwendet, jedoch in der schriftlichen Form stets großgeschrieben, analog dem Sie als Höflichkeitsform.
In Südbaden, in der Pfalz und in Hessen, wurde und wird „Ihr“ ausschließlich gegenüber älteren Personen angewandt, um damit eine traditionellere Sprechweise zu pflegen. Sie setzt voraus, dass die angesprochene Person ihrem Alter nach Vater oder Mutter sein könnte.
In einigen Deutschschweizer Regionen (besonders prägnant im Berndeutschen, im Walliserdeutschen und im Freiburgischen, aber auch darüber hinaus), in den Eifeler Mundarten und im Moselfränkischen (auch in Luxemburg) ist nicht „Sie“, sondern nach wie vor „Ihr“ die übliche Höflichkeitsform. Personen, die mit beiden Varianten aufgewachsen sind, empfinden die Verwendung der Ihr-Form als etwas weniger distanziert und unpersönlich. Auch in Varianten des Niederdeutschen wird Ihrzen verwendet. Das Ihrzen findet sich anstelle des Siezens auch in Sprachinseln, die in vielerlei Hinsicht ältere Konventionen aufrechterhalten haben, etwa bei den Wolgadeutschen und Kasachstandeutschen vor.
Das Ihr als Pars-pro-toto-Bezeichnung
Im süd- und westdeutschen Sprachraum (bekannt vom Ostfränkischen, Bairischen, Alemannischen (einschließlich des ganzen Schweizerdeutschen), Ripuarischen, Westfälischen, Hessischen und Moselfränkischen) werden vielfach Personen, die stellvertretend für eine größere Gruppe oder eine Institution stehen (beispielsweise eine Kellnerin, die gleichsam das komplette Gasthaus repräsentiert) mit Ihr angesprochen. Die Person steht dabei in einer Pars-pro-toto-Funktion. Sie wird zwar als einzelne Person angesprochen, aber der Fragende erwartet eine Antwort für die gesamte repräsentierte Einheit, die aus mehreren bis vielen Individuen besteht. Hier hat die 2. Person Plural (ihr) funktionell die Mehrzahl-Funktion der Höflichkeitsform übernommen, die ansonsten bei Verwendung der 3. Person Plural (Sie) nicht von der Einzahlform zu unterscheiden wäre. Formal korrektes Standarddeutsch wäre allerdings auch in diesem Falle die Verwendung der Sie-Form, gegebenenfalls mit einer ergänzenden Erläuterung, wer alles gemeint sei.

### Anrede mitErbzw.Sie
Eine früher standardsprachlich verbreitete Form der Anrede war die Verwendung der 3. Person Singular, also Er gegenüber Männern oder Sie gegenüber Frauen. Diese nach der Rechtschreibreform von 1996 stets großgeschriebene Anredeform wird zuweilen als Erzen bezeichnet (die Bezeichnung Siezen für die weibliche Variante ist nicht üblich, da missverständlich). Ursprünglich die höchste Form der Höflichkeit, redeten nach der allgemeinen Verbreitung des pluralen Sie im 18. Jahrhundert vielfach Vorgesetzte ihre Untergebenen oder Standeshöhere die Standesniederen an. Es galt teilweise um eine Stufe höflicher als das Ihr und wurde z. B. gegenüber Bediensteten angewandt, die hierarchisch etwas höher standen als die übrigen Bediensteten, oder gegenüber Handwerksmeistern. Es konnte allerdings, je nach Situation, auch als leicht „von oben herab“ wirkend interpretiert werden. Bis heute existiert diese Anrede umgangssprachlich als Berliner Er in Berlin, Brandenburg, der Lausitz und in Mecklenburg, kommt aber auch in anderen Dialekten gelegentlich vor (im folgenden zwei literarische Beispiele):
- „Ich erlasse Ihm seine Schuld.“
- „Nenne Sie mir bitte Ihren Namen.“

In weiblicher Form (Sie als 3. Person Singular gegenüber Frauen) kommt die Anrede heute wohl kaum noch vor.

### Anrede mitWir
Auf das Wir als Anredeform trifft man gelegentlich, wo eine gewisse Nähe zwischen Betreuer und Betreutem suggeriert werden soll (Eltern gegenüber Kind, Arzt gegenüber Patient, Grundschullehrer gegenüber Schülern). Diese salopp auch als Krankenschwestern-Wir bezeichnete Anredeform wirkt im Standarddeutschen leicht humorig oder babysprachig, ist aber z. B. im Sächsischen anstelle des Sie als Anredeform bei Unbekannten durchaus verbreitet. Formal-grammatisch erscheint es wie die 1. Person Plural, schließt jedoch den Sprecher nicht mit ein, sondern meint nur den oder die Angesprochenen.
- „Wie geht es uns denn heute?“ (Arzt oder Krankenschwester zum Patienten)
- „Da haben wir uns ja wieder eine tolle Ausrede einfallen lassen!“ (Lehrer zum Schüler),

Die „Wir“-Form kann aber auch als rhetorische Figur eingesetzt werden, um einen leichten Vorwurf, Ironie oder Sarkasmus anzubringen.
- „Was haben wir uns denn dabei gedacht?“ (Chef zum Angestellten anlässlich eines leicht vermeidbaren oder peinlichen Vorfalls)

Schließlich gibt es das vielfach als stilistisches Element eingesetzte Autoren-Wir. Dieses meint entweder tatsächlich Autor und Zuhörer, die gleichsam in ein gemeinsames Erlebnis einsteigen:
- „Wie wir sehen …“ oder „Was will uns das sagen?“

oder es meint den Autor selber, der aber ein egozentrisch klingendes „ich“ vermeiden will und stattdessen ein sanfter klingendes „wir“ wählt:
- „Auf diesen Aspekt wollen wir hier nicht eingehen …“

### Nicht-pronominale Anrede
Eine korrekte Anrede ist auch ohne Verwendung eines Pronomens möglich, wenngleich in der heutigen Zeit im Deutschen eher unüblich oder auf Spezialsituationen beschränkt. Es wird dann ersatzweise ein Honorificum, im Normalfall das Begriffspaar der Herr und die Dame, verwendet, bei Titelträgern auch der entsprechende Titel.
Ein Beispiel für die Verwendung einer nicht-pronominalen Anrede, lediglich mit einem milden Honorificum, ist das folgende Beispiel aus dem Niederalemannischen:
- „Will dr Her usschtiege?“ = „Möchte der Herr aussteigen?“ für „Möchten Sie aussteigen?“, traditionelles Baseldeutsch, von einer Frau zu einem Mann gesprochen.

Im Restaurant- und Kaffeehausbetrieb wird diese Form der Anrede aber wohl im ganzen deutschen Sprachraum gelegentlich von Bediensteten gegenüber den Gästen angewendet:
- „Was trinkt der Herr?“, „Möchte die Dame bezahlen?“

Im Schwedischen war diese Art der höflichen Anrede bis über die Mitte des 20. Jahrhunderts hinaus die übliche und kommt in gewissen Situationen auch heute noch vor, teilweise sogar wieder ansteigend; vgl. Du-Reform.

## Englischer Sprachraum
Im Frühneuenglischen um 1500 gab es noch die Formen thou (du) und ye (ihr), die ähnlich wie in anderen Sprachen einerseits zur Unterscheidung von einzelnen oder mehreren Adressaten benutzt werden konnten, andererseits auch zur Unterscheidung von informeller Rede im familiären und sonstigen persönlichen Umfeld von mehr förmlichen Anreden. Die entsprechenden Obliquus-Formen (= äußerlich zusammen gefallene Akkusativ/Dativ-Formen) für dir/dich und euch hießen thee und you. Auch Shakespeare unterschied zwischen thou (in der Anrede das vertraulichere „duzende“ „du“) und you (das höflichere „du“: „Ihr“, übersetzt auch „Sie“). Durch eine Bedeutungsverschiebung wurde das you zum Nominativ (ihr, Ihr) und verdrängte später auch das thou aus der Standardsprache, das ab dem 17. Jahrhundert vielfach nur noch in abschätzigem Ton verwendet wurde und daher bald ganz verschwand, außer für religiöse Inhalte und in einigen Dialekten. In modernen Pronominaltabellen wird you meist als 2. Person Singular und Plural Nominativ dargestellt, doch hat das Wort diese Funktionen erst etwa Ende des Mittelalters allmählich angenommen, wobei es die ursprüngliche Obliquus-Bedeutung euch parallel beibehielt und daher heute verschiedenes auszudrücken vermag, was jeweils nur aus dem Satzzusammenhang oder situativ erschlossen werden kann. You wird heute somit als generelles und nicht unterscheidendes Anredepronomen und als Objektpronomen gegenüber jedermann und sowohl in der Ein- als auch Mehrzahl benutzt, während das thou und teilweise auch seine abgeleiteten Formen, außer in der Sprache der Quäker, nur noch in Nord- und Westengland sowie auf den schottischen Orkneys und Shetlands aktiv und in der Bedeutung des deutschen „du“ verwendet wird. Standardsprachlich war thou bis gegen Ende des 20. Jahrhunderts in der religiösen Sprache verbreitet, beschränkt sich heute aber auf einzelne Gruppen und traditionelle Gebete und Formeln. Moderne Bibelübersetzungen sind zu you übergegangen (die Revised English Bible und die New Revised Standard Version 1989, die New American Standard Bible 1995).
Die heutzutage häufige (aber durchaus nicht universelle) Verwendung des Vornamens unter Freunden, auf Kongressen und auf der Straße war zumindest in städtischen Bereichen nicht immer so, sondern entwickelte sich verstärkt erst nach dem Zweiten Weltkrieg. Allerdings haben sich dennoch Normen und Gepflogenheiten gehalten oder sekundär und als Ersatz eingebürgert. So wird der Unterschied zwischen der Anrede vertrauter Personen und der von Fernerstehenden durch Verwendung des Vornamens (vgl. das Hamburger Sie), des Nachnamens oder durch Verwendung oder Weglassen bestimmter Titel oder Funktionen indirekt ausgedrückt. Tritt man mit jemandem neu in förmlich-höflichen Kontakt, ist die Anrede mit Vor- und Nachnamen, auch im E-Mail-Verkehr, nicht unüblich (‘Dear Ann Brown’); schon in der Antwort oder aber ab der zweiten Korrespondenz wird man dann oft zur reinen Vornamensnennung übergehen. Stärker als im Deutschen gibt es auch unter Erwachsenen Beziehungen, in denen dauerhaft der eine beim Nachnamen und der andere beim Vornamen genannt wird.
Entsprechend den formellen Anreden mittels Herr und Frau im Deutschen wird Mister und Mis’ess vor den Nachnamen bei unvertrauter informeller Anrede verwendet. Bei straffen Hierarchien wie dem Militär ist von unten nach oben die Anrede mit dem militärischen Rang verbreitet, zumindest aber die Anrede mit Sir bzw. Ma’am. Der Grund, warum militärische Vorgesetzte gegenüber Untergebenen stets auf dem an die Antwort angehängten Sir bestehen (Yes, Sir), liegt darin, dass nur durch das Anhängen oder Weglassen dieses Anhängsels die hierarchische Beziehung erkennbar wird. Ansonsten entspräche die Anrede der zwischen Soldaten gleichen Ranges.
In Unternehmen der USA galt bis gegen Ende des 20. Jahrhunderts, dass Mitarbeiter zwar sowohl die gleichrangigen oder tiefer stehenden Kollegen als auch den unmittelbaren Vorgesetzten mit Vornamen anredeten, die oberen Chefs eines Betriebs jedoch förmlich mit Nachnamen. Das hat sich im 21. Jahrhundert vielfach dahingehend weiter entwickelt, als sich alle Mitarbeiter, unabhängig von ihrer Stellung und Beschäftigungsdauer, mit Vornamen anreden. Die Idee dabei ist, ein Gemeinschaftsgefühl und ein familiäres Umfeld mit positiven Auswirkungen auf die Produktivität zu schaffen.
Ärzte und andere medizinische Fachkräfte sprechen ihre Patienten als fürsorgliche Geste durchweg mit dem Vornamen an, der in Deutschland übliche Handschlag entfällt jedoch meist. Umgekehrt werden Ärzte, wenn sie sich nicht selbst mit dem Vornamen vorstellen, mit Titel und Nachnamen angesprochen.
In den Vereinigten Staaten ist es an Universitäten und in Forschungsgruppen seit langem weitgehend üblich, dass sich Dozenten und Professoren unabhängig vom akademischen Grad mit dem Vornamen ansprechen. Oft gilt das auch für Studenten oberhalb des Bachelor, sollte aber nicht vorausgesetzt werden (formelle Ansprache, bis der Dozent den Vornamen anbietet; zum Teil sogar mündliche Ansprache mit dem Nachnamen, wenn der Vorname im Schriftverkehr angeboten wurde und umgekehrt). Studenten vor dem Bachelor hingegen reden Dozenten fast generell mit Nachnamen und meist auch Titel („Doctor Soundso“) an; ist der Dozent nicht promoviert, wird er als „Professor Soundso“ angesprochen (professor ist die allgemeine Bezeichnung für eine Lehrperson an der Hochschule, kein Titel). An manchen Fakultäten erstreckt sich die formellere Nachnamens-Anrede gegenüber Dozenten auch auf Studenten nach dem Bachelor, selbst wenn sie bereits jahrelang berufstätig waren und ein mittleres Alter erreicht haben: Sie sprechen dann die Dozenten und Professoren mit Titel und Nachnamen an, werden aber selbst mit dem Vornamen angeredet. Studenten untereinander sprechen sich mit dem Vornamen an, in aller Regel auch Studenten vor und nach dem Bachelor, wenn letztere als Lehrassistenten („teaching assistants“, kurz TAs) Kurse leiten.
Von Kindern und jüngeren Jugendlichen wird in den USA erwartet, dass sie Erwachsene, die nicht zur Familie oder zum engeren Freundesumfeld gehören, mit dem Nachnamen ansprechen. Dies gilt besonders für die Anrede von Schullehrern und anderen Autoritätspersonen. Viele US-Amerikaner behalten diese Gewohnheit bis ins Erwachsenenalter bei und sprechen etwa auch die Lehrer ihrer Kinder mit dem Familiennamen an.
Bei der Synchronisierung von englischsprachigen wie auch von französischsprachigen Filmen ergeben sich wegen der unterschiedlichen Konventionen hinsichtlich der Anrede bisweilen Dialoge, die bei genauer Übersetzung ins Deutsche altertümlicher und steifer wirken als im Original. So ist schon ein angehängtes Sir oder Ma’am (Yes, Sir. Thank you, Ma’am), welches gesellschaftliche Hierarchien sprachlich zum Ausdruck bringt, nicht leicht ins Deutsche zu übertragen; am ehesten lässt sich Sir, wie das französische Monsieur, mit der Herr oder mein Herr, wiedergeben, Ma’am oder Madam, wie das französische Madame mit gnädige Frau. Ferner siezen einander Personen eines Spielfilms bei Synchronfassung oft hartnäckig, verwenden aber gleichzeitig den Vornamen, was im Deutschen erstens selten und zweitens eher nur asymmetrisch, etwa gegenüber Dienstpersonal oder bei starkem Altersunterschied, der Fall ist. In neueren Filmen oder bei der Wiedergabe von Gesprächsrunden wird mittlerweile aber auch gelegentlich in die Du-Form übersetzt, was auch der Änderung der Gepflogenheiten im Deutschen Rechnung trägt. Möglicherweise liegt hier eine Wechselwirkung vor.

## Französischer Sprachraum
Im Französischen werden Menschen, die keine Freunde oder enge Bekannte sind, in aller Regel mit der Höflichkeitsform angeredet (frz. vouvoyer, d. h. mit vous anreden, der 2. Person Plural), vereinzelt sogar die eigenen Elternteile (bei der Anrede beider zugleich sind im Französischen die vertrauliche und die höfliche Form morphologisch kongruent). Selbst enge ältere Freunde reden sich bisweilen so an. Die Verwendung der 2. Person Singular (tu) dominiert unter Mitgliedern einer und derselben Familie, unter Angehörigen der Unterschicht, vor allem in der Arbeitswelt, inzwischen auch vermehrt unter jüngeren Leuten. Die Voraussetzung dafür ist in jedem Fall eine einvernehmliche Nonchalance, die von beiden Seiten als angemessen empfunden wird. Ein 30-jähriger etwa, der eine ihm nicht näher bekannte 50-jährige auf der Straße, als Kellner in einem Café, als Verkäufer in einem Kleiderladen oder wo immer sonst (vgl. die im letzten Absatz des Abschnitts »Anrede mit du« angeführten Beispiele) mit tu statt mit vous anspricht, gilt in Frankreich ebenso selbstverständlich als Ausbund der Rüpelhaftigkeit wie eine 50-jährige, die sich gegenüber einem 30-jährigen dasselbe herausnimmt – in Deutschland nicht. Ähnliche Differenzen lassen sich auch im Hinblick auf die Gepflogenheiten des Grüßens feststellen (vgl. ebd.): Wer das Café, den Kleiderladen, die Amtsstube o. dgl. betritt und mit Salut (entspricht etwa dem deutschen ›Hallo‹) statt mit Bonjour (Guten Tag) grüßt, fällt überall durch mangelhafte Umgangsformen auf. Auch einem Kind, das den Verkäufer mit Bonjour, Monsieur grüßt, wird mit Bonjour geantwortet.

## Niederländisch
Im niederländischen Sprachbereich ist das ursprüngliche alt- und mittelfränkische Du schon vor mehreren Jahrhunderten verschwunden, ähnlich dem nur noch in Resten überlebenden Thou im Englischen. Die aus der 2. Person Plural übernommenen Höflichkeitsformen jij und je haben die Funktion des Du angenommen, wiederum ähnlich dem You im Englischen. Zusätzlich hat sich eine neue Höflichkeitsform u entwickelt, die aus dem Possessivpronomen uwer (‚Euer‘, abgeleitet aus Formen wie ‚Euer Gnaden‘) entstanden ist.
Wenn heute im Niederländischen von „Duzen“ gesprochen wird, ist damit die alte Höflichkeitsform gemeint, wenn von „Siezen“ die Rede ist, die „neue“ Höflichkeitsform. In den Niederlanden, weniger jedoch im flämischen Belgien, ist „Duzen“ seit den 1970er Jahren deutlich weiter verbreitet als im damaligen Deutschland, auch zwischen Vorgesetzten und Untergebenen. Lediglich ältere oder höherstehende Mitbürger, die man nicht kennt, wurden und werden regelmäßig gesiezt. Anders als im Deutschen ist die asymmetrische Anredeform auch unter Erwachsenen durchaus üblich (z. B. bei größeren Alters- oder Hierarchieunterschieden). Gott wird heutzutage im Gebet mit der neuen (und großgeschriebenen) Höflichkeitsform U angesprochen.

## Nordeuropäische Sprachen
Seit Ende der 1960er Jahre und definitiv ab den 1970er Jahren hat sich das Du im Finnischen, Schwedischen, Dänischen, Norwegischen und Isländischen im Rahmen der allgemeinen Du-Reform durchgesetzt. Dabei ist freilich zu berücksichtigen, dass im ländlichen und selbst städtischen Skandinavien förmliche Höflichkeitsformen schon zuvor oft nur gegenüber ganz wenigen Personen verwendet worden waren und sich überdies teilweise, etwa in Schweden, auch keine dem deutschen Sie entsprechende ubiquitär verwendete Anrede entwickelt hatte. Ersatzweise waren nicht-pronominale Anreden Usus. Das Ni, entsprechend dem deutschen 'Ihr', kann sogar als arrogant und unpersönlich empfunden werden, da es früher auch gegenüber Dienstpersonal und als unpersönliche Anrede gegenüber dem „gemeinen Volk“ verwendet wurde.
Obgleich man sich in Dänemark somit grundsätzlich duzt, so gilt dies keineswegs für die Anrede der Mitglieder des Königshauses. So unterbrach im Jahr 2015 die damalige Königin Margrethe II. einen Journalisten, der sie bei einer Pressekonferenz geduzt hatte, mit den Worten: „Entschuldigung, ich will nicht besonders pedantisch sein, aber ich glaube nicht, dass wir zusammen zur Schule gegangen sind. Ich glaube, wir sind nicht per Du.“

## Arabische Sprache
Im Arabischen ist die Verwendung der zweiten Person Singular in Verbindung mit dem Vornamen üblich. Zum Ausdruck der Höflichkeit wird eine Person jedoch meist auch mit سيد sayyid ‘Herr’ oder سيدة sayyida ‘Frau’ und dem Vornamen angesprochen. Will ein Sprecher zudem den Rang seines Gegenübers betonen, so kann er ihn z. B. mit أستاذ ustāḏ (‘Professor’, Anrede für gebildete Personen) oder حاج ḥāǧǧ (‘Pilger’, für Personen, die die Pilgerfahrt nach Mekka durchgeführt haben) ansprechen. Grammatikalisch gesehen gibt es jedoch keine Unterschiede zwischen der Duz- und Siezform: Hier wird überwiegend die zweite Person Singular أنت anta (maskulin) bzw. anti (feminin) verwendet. Es besteht jedoch auch die Möglichkeit, diese Anrede um eine bzw. zwei Stufen zu erhöhen: Dies geschieht durch die Wörter حضارة ḥaḍāra oder سيادة siyāda (vgl. sayyid bzw. sayyida) und das Anhängen der Personalsuffixe ك (-ka bzw. -ki), so dass z. B. bei Berichten über hochrangige Politiker die Anredeform سيادتك (siyādatuka bzw. siyādtak) verwendet wird.

## Japanische Sprache
Das Japanische kennt keine eigentlichen Personalpronomina. Tritt ein Nomen als Subjekt auf und man will erneut darauf Bezug nehmen, wird statt er/sie/es einfach der Ausdruck wiederholt, wenngleich nach Möglichkeit in einer Kurzform. Viele Wortformen können hierbei pronominal abgewandelt und verwendet werden, so dass das betreffende Wort dann quasi die Bedeutung von „ich“ bekommen kann.

## Chinesische Sprache
Im Hochchinesischen gibt es im Prinzip eine Du-Form, 你 (nǐ ‘du’), und eine Sie-Form, 您 (nín), wobei die letztere stark zurückgegangen ist und auch nur für Einzelpersonen angewendet werden kann. Wenn man auf der Straße sein kleines Essen an einer Bude oder in einem Restaurant bestellt, wird man meist alle duzen. Die Höflichkeitsform wird insbesondere gegenüber älteren Menschen oder höher Gestellten verwendet. Auch wird das Personalpronomens vielfach durch Namen und Titel des Angesprochenen im Sinne einer nicht-pronominalen Anrede ersetzt, d. h., man sagt zu Herrn Li anstatt Sie sollten ein Taxi nehmen eher Herr Li sollte ein Taxi nehmen.

## Alte Sprachen
Im Hebräischen, Altgriechischen, Lateinischen und auch im Gotischen als einer frühen germanischen Sprache erfolgten Anreden an Einzelpersonen normalerweise allein durch die hierfür grammatikalisch vorgesehene 2. Person Singular des jeweiligen Verbs. Pronomina als Subjekte waren fakultativ. Anreden an mehrere Personen erfolgten ebenfalls direkt und ohne Pronomina in der 2. Person Plural. Nur wenn die Pronomina zu betonen waren (in der Art „Nicht ich, sondern du!“), wurden beispielsweise im Griechischen und Lateinischen die Pronomina ἐγώ (griechisch) und ego (lateinisch) für „ich“ sowie σύ (griechisch) und tu (lateinisch) für „du“ eingesetzt. So lautet die Bibelstelle Wahrlich, ich sage Euch (Matthäus 16, 26) mit unbetontem „ich“ in der um 400 n. Chr. lateinisch geschriebenen Vulgata Amen dico vobis (dico „(ich) sage“, vobis „euch“). Aus der 2. Person Plural entwickelte sich als Anrede gegenüber den spätrömischen Kaisern, die von sich im Pluralis Majestatis sprachen, auch eine Anrede in der Ihr-Form. Diese wiederum war die Vorlage für das weit verbreitete Ihrzen in den romanischen und germanischen Sprachen innerhalb des Adels und Klerus ab dem Mittelalter sowie innerhalb des Bürgertums ab der Neuzeit.